# Bhojpur
Bhojpur è un'antica città di importanza storica e religiosa, situata nel distretto di Raisen, nello stato indiano del Madhya Pradesh.

## Geografia ed idrologia
Le rovine della città si trovano a circa 28 km da Bhopal, la capitale del Madhya Pradesh, lungo le rive del fiume Betwa.

## Storia

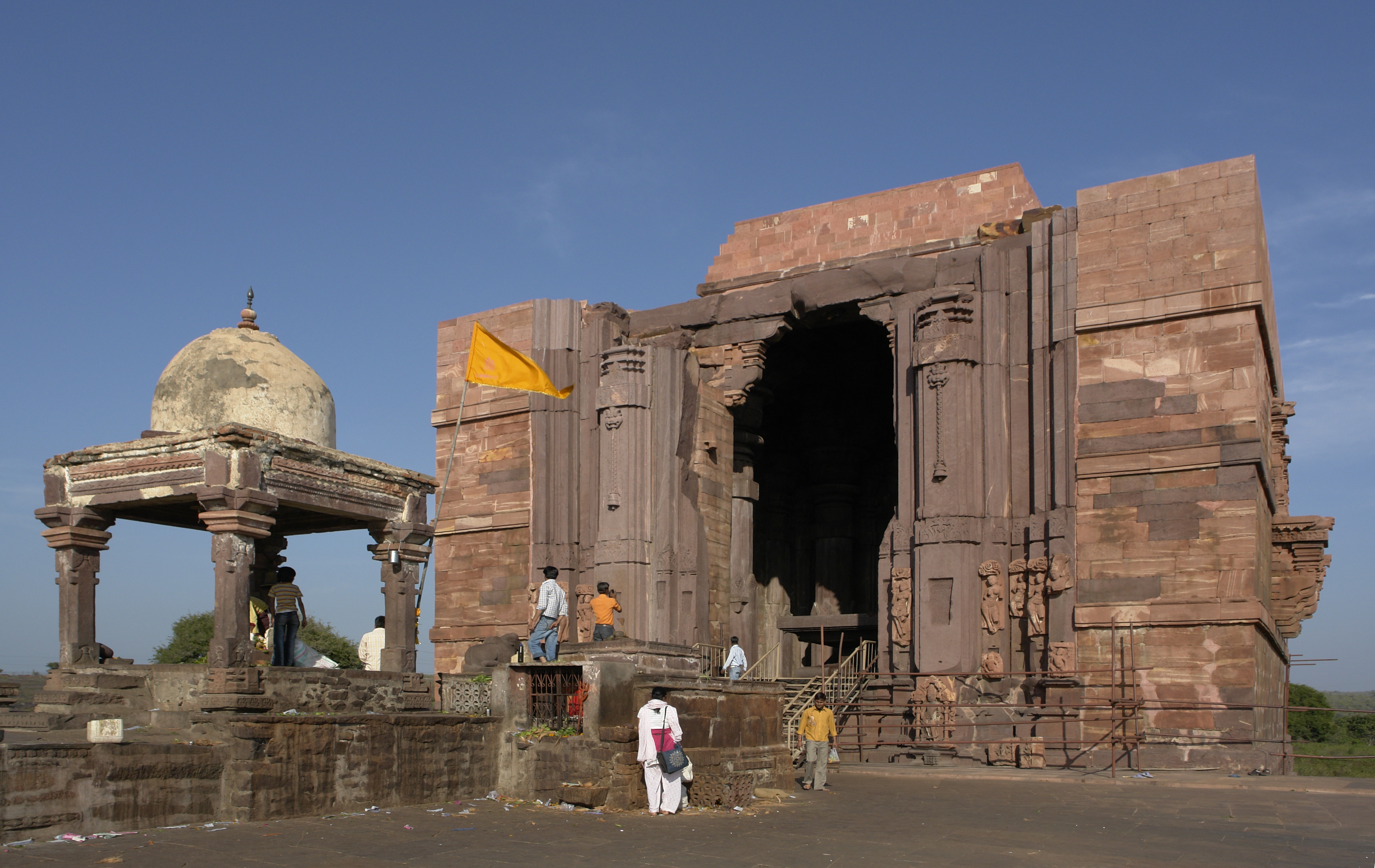
Il tempio di Bhojpur.

La città di Bhojpur prende il nome dal re Bhoja, il più importante e celebrato sovrano della dinastia Paramāra.

## Monumenti e luoghi d'interesse

### Tempio Bhojeśvar
Il tempio (noto anche con il nome di Bhojasvāmin) è dedicato a Shiva ed è rimasto incompiuto.